# Tatort: Königskinder
Königskinder ist ein Fernsehfilm aus der Kriminalreihe Tatort der ARD und des ORF. Der Film wurde von Radio Bremen produziert und am 7. Februar 2010 erstmals ausgestrahlt. Es handelt sich um die 756. Tatort-Folge. Für Kriminalhauptkommissarin Inga Lürsen, dargestellt von Sabine Postel, ist es der 21. Fall, in dem sie ermittelt, und für Kriminalkommissar Stedefreund (Oliver Mommsen) der 16. Fall, den er zusammen mit Inga Lürsen lösen soll.

## Handlung
Als Kriminalhauptkommissarin Inga Lürsen an diesem Abend nach Hause kommt, wird sie von Paul, dem kleinen Hund ihrer Tochter, stürmisch begrüßt. Helen hat der Mutter nur einen Brief und einen Schlüssel hinterlassen. Die Kommissarin regt sich über das Verhalten ihrer Tochter ziemlich auf. Zur selben Zeit schlafen Sonja und Markus Mesenburg miteinander, während vermummte Einbrecher sich mit einem Brecheisen Zutritt zum Haus des Unternehmers verschaffen und die Stromzufuhr abklemmen, die mittels eines Codes gesichert ist. Sie stürmen in die Räume, fesseln Mesenburg und seine Frau und fragen nach den Wertsachen. Mesenburgs Erklärung, dass diese außerhalb des Hauses in einem Schließfach der Bank gesichert seien, da es in letzter Zeit verstärkt Einbrüche in ihrer Gegend gegeben habe, wollen sie nicht wahrhaben. Sie würgen Sonja Mesenburg. Dem Unternehmer gelingt es, sich von seinen Handfesseln zu befreien, nach einer Waffe zu greifen und einen der Einbrecher zu erschießen. Die beiden anderen entkommen. 
Als Lürsen im Kommissariat erfährt, dass ihre Kollegen gewusst haben, dass ihre Tochter fort wollte, regt sie sich darüber so sehr auf, dass sie die Treppe hinunterstürzt und mit dem Hinterkopf aufschlägt. Ihr Kollege Nils Stedefreund besteht darauf, dass sie sich im Krankenhaus untersuchen lässt. Stedefreund geht erst einmal allein in die Villa Mesenburg, aus der der Einbruch gemeldet wurde. Dort trifft er auf seinen Kollegen vom Sittendezernat Bernd Petermann. Die tote Sonja Mesenburg war seine Schwester. Die drei waren zusammen auf der Polizeischule. Während dieser Zeit waren Sonja und Stedefreund ein Paar.
Inga Lürsen hat inzwischen von dem Arzt Adrian Plöger erfahren, dass sie Glück bei ihrem Treppensturz gehabt habe, sie hätte tot sein können oder querschnittsgelähmt. Wieder im Kommissariat erzählt Stedefreund der Kollegin von der toten Sonja. Die Beamten ermitteln, dass es sich um den vierten Einbruch innerhalb von zwei Monaten in dieser Gegend gehandelt hat. Bei dem erschossenen Einbrecher handelt es sich um den mehrfach vorbestraften Timo Zeschnig. Zeschnig war vor geraumer Zeit in der Firma Mesenburg beschäftigt, in der Sonja Mesenburg Personalchefin war. Er wurde wegen Unregelmäßigkeiten von ihr entlassen.
Bernd Petermann, der Bruder der Toten, setzt Jelena Tiburski unter Druck, Zeschnig war ihr Zuhälter. Lürsen will von Mesenburg wissen, warum er ihr nicht gesagt habe, dass er den Mann, den er erschossen habe, gekannt habe. Es sei möglich, dass es sich um einen Racheakt gehandelt habe, das würde auch erklären, warum die Täter bei diesem Überfall sehr viel brutaler vorgegangen seien als bei den anderen drei Einbrüchen. Markus Mesenburg verweist die Kommissarin auf Edith Siemers, seine persönliche Assistentin. Von Siemers erfährt Lürsen, dass Sonja Mesenburg im Betrieb nicht sonderlich beliebt war. Sie hätte im Gegensatz zu ihrem Mann immer „den Chef raushängen“ lassen. Dabei stamme sie im Gegensatz zu den Mesenburgs, die schon immer Geld gehabt hätten, aus eher kleinen Verhältnissen. Sonja Mesenburg habe „ihr Stück vom Kuchen“ gewollt, deswegen habe sie auch vor 10 Jahren mit Nils Stedefreund von einem auf den anderen Tag Schluss gemacht. Als Stedefreund sich später mit Bernd Petermann unterhält, der vom Verlust der Schwester zutiefst getroffen ist, meint er, er sei damals weggegangen, um Sonja zu vergessen, wie hätte das gehen sollen, wenn man sich täglich weiter gesehen hätte. Überraschend für Stedefreund erscheint Edith Siemers in Petermanns Wohnung. Der Kommissar kennt sie von früher, sie war seinerzeit mit Petermann zusammen. Später erzählt sie dem Kommissar, dass Sonja sich in den letzten Jahren sehr verändert habe und schon lange nicht mehr so wie früher gewesen sei. Da ihr alle immer das Gefühl gegeben hätten, etwas Besonderes zu sein, hätte sie irgendwann damit begonnen, die Leute von oben herab zu behandeln. In Wirklichkeit jedoch sei sie nie über die Trennung von ihm hinweggekommen, sie hätte ihm nachgetrauert und ihren Mann jeden Tag spüren lassen, dass er nicht der Richtige für sie gewesen sei.
Inga Lürsen trifft bei einem Strandspaziergang zufällig ihren Arzt Adrian Plöger, woraus eine Einladung auf ein Glas Wein entsteht. Da beide Gefallen aneinander finden, verbringen sie die Nacht miteinander. Im Hafen wird ein Mann aufgegriffen, der einen Teil der Beute aus den Einbrüchen verhökern wollte. Da Stedefreund die Kollegin telefonisch nicht erreicht, schaut er persönlich vorbei und sieht schmunzelnd, dass sie mit ihrem Arzt unter der Dusche war. Bei dem Obdachlosen, der eine Uhr aus den Beutezügen dabei hatte, handelt es sich um Rüdiger Wilke. Er will nicht sagen, woher er die Uhr hat. Für die Tatzeit hat er ein Alibi. Als die weiteren Ermittlungen ergeben, dass Zeschnig vier Monate nach seiner Kündigung noch einmal von der Firma Mesenburg aus angerufen wurde, befragt Lürsen Mesenburg ohne Ergebnis erneut, während Stedefreund und Karlsen sich mit Wilke unterhalten wollen. Der rennt jedoch davon, als er Petermann sieht, der inzwischen auch im Hafengebiet ist. Ganz offensichtlich hat er Angst vor ihm. Die Kommissarin spricht später ein ernstes Wort mit Petermann, ab sofort solle er sich von den Zeugen fernhalten, sein Kredit sei aufgebraucht.
Jelena Tiburski führt ein ominöses Telefongespräch und lässt den Angerufenen wissen, dass sie Mitwisserin seiner kleinen Geschäfte sei. Timo Zeschnig hätte ihr davon erzählt, die „Bullen“ seien hinter ihr her, weswegen sie verschwinden müsse. Daher brauche sie Geld. Kommissar Stedefreund spricht noch einmal mit Edith Siemers. Sie erzählt ihm, dass Sonja schlimm mit ihrem Mann umgegangen sei und ihn im Beisein anderer abgekanzelt habe. Er habe es sich gefallen lassen, weil er sie wirklich geliebt habe. Sie selbst habe ein einziges Mal mit Mesenburg geschlafen, weil er ihr so schrecklich leidgetan habe und er so allein gewesen sei. Als Jelena Tiburski sich mit dem Unbekannten, den sie angerufen hat, trifft, zückt er blitzschnell ein Messer und sticht zu. Die junge Frau stirbt. Kurz darauf sieht Stedefreund Wilke, der wiederum flüchten will. Als er geschnappt wird, meint er, dass Petermann ihn so zugerichtet habe. Stedefreund wird klar, dass sein damaliger Freund die Täter selbst stellen will und eine Zusammenarbeit nur vorgetäuscht hat. Tatsächlich überraschen Lürsen und Stedefreund Petermann dabei, wie er auf die verdächtigen Männer eintritt. Als die Kommissare dazwischengehen wollen, kommt es zu einem Kampf, in dessen Folge die beiden Männer in ein Auto flüchten und davonbrausen können. Dann ein plötzlicher Knall, sie sind unter einen Kran gefahren. Beide sind sofort tot.
Bei den weiteren Ermittlungen stellt sich heraus, dass Zeschnig die Einbrüche gegen Bezahlung beging, die erbeuteten Wertgegenstände wurden nicht angerührt. Lürsen erzählt Mesenburg und Edith Siemers ihre Theorie, dass es jemanden geben müsse, der Mesenburg und seine Frau noch mehr gehasst habe als Zeschnig. Lürsen will beiden eine Falle stellen und meint so ganz nebenbei, dass die Zeugin Jelena Tiburski noch leben würde und man hoffe, dass sie bald wieder zu sich kommen werde. Die Kommissarin selbst legt sich ins Krankenhausbett als „Jelena“. Stedefreund versteckt sich hinter einem Paravent im Zimmer. Nachdem einige Zeit verstrichen ist, kommt Markus Mesenburg in einem weißen Kittel ins Zimmer und versucht, die angebliche Jelena Tiburski zu ersticken. Er erzählt den Beamten, dass seine Frau ihn jahrelang gedemütigt habe, und bei einer Scheidung hätte er ihr laut Ehevertrag auch noch die Hälfte seines Vermögens überlassen müssen. Er habe Sonja erdrosselt und Zeschnig erschossen und auch Jelena Tiburski erstochen. Alle drei hätten es verdient, meint er ohne jedes Unrechtsbewusstsein. Als die Beamten ihn abführen wollen, kommt es zu einem Zwischenfall: Petermann, der inzwischen ebenfalls im Krankenhaus eingetroffen ist, erschießt seinen Schwager. Dabei gerät Lürsen in die Schussbahn und wird von Plöger, der Arzt in diesem Krankenhaus ist, aus der Schusslinie gestoßen, wobei er selbst einen Schuss in die Brust abbekommt. Die Kommissarin sitzt später an seinem Krankenbett.

## Produktionsnotizen
Die Dreharbeiten zum Film fanden vom 4. Juni bis zum 2. Juli 2009 in Bremen und in Bremerhaven statt. Regisseur Thorsten Näter, für den dies schon sein siebter Tatort mit dem Bremer Ermittlerteam Lürsen/Stedefreund ist, war für eine der Produktionen bereits für den Grimme-Preis nominiert. Für Königskinder komponierte er zudem die Musik.
Die Wahl des Titels erklärte der Regisseur Näter damit, dass dieser nicht gleich habe einen Hinweis auf das geben sollen, was im Film passiert. Vielmehr solle er an das alte Volkslied „Es waren zwei Königskinder“ erinnern, das die Sehnsüchte der Menschen ausdrücke, die nicht zusammenkommen könnten.

## Rezeption

### Einschaltquote
Die Tatort-Folge Königskinder sahen bei ihrer Erstausstrahlung am 7. Februar 2010 8,94 Millionen Menschen, was einer Einschaltquote von 23,90 % entsprach.

### Kritik
Rainer Tittelbach von tittelbach.tv fasst seine Kritik folgendermaßen zusammen: „Lürsen fällt die Treppe runter und verliebt sich. Stedefreund ist persönlich in einen Raubmord involviert. Im ‚Tatort: Königskinder‘ gerät der Hormonspiegel der Kommissare durcheinander und ein Kollege gibt den Dirty Harry. Spannende, grundsolide Räuberpistole aus Bremen.“ TV Spielfilm befindet: „Krimivielschreiber und Regisseur Thorsten Näter hat eine clevere, vertrackte Geschichte konstruiert – und ruiniert die Spannung mit einem ziemlich hanebüchenen Finale. Und dass er dem notorischen Nervenbündel Inga Lürsen eine entspannende Affäre gönnt, ist ebenso sympathisch wie überflüssig.“ Fazit: „Nach 70 spannenden Minuten geht’s abwärts“. Dieter Bartetzko von der FAZ meint, dass „Der ‚Tatort Königskinder‘ […] einer der kleinen schauspielerischen Bravourstücke [sei]. Sehenswert [sei] zum Beispiel, wie schüchtern Kommissarin Lürsen mit ihrem Arzt flirtet. Wer Szenen wie diese genießen [könne], [werde] bis zum überraschenden Ende über etliche Ungereimtheiten hinwegsehen.“